# Aleksander Wolszczan
Alexander Wolszczan (født 29. april 1946 i Szczecinek i Polen) er astronom og opdagede i 1990 planeterne, der kredser om pulsaren PSR B1257+12. Han opdagede i 2002 den fjerde exoplanet PSR B1257+12 D sammen med en gruppe polske astronomer. Nu bor han i USA og underviser i astrofysik.